# Аксель Кірос
Аксель Кірос (ісп. Haxzel Quirós; нар. 3 червня 1998, Нікоя) — костариканський футболіст, захисник клубу «Ередіано» та національної збірної Коста-Рики.
Виступав також за клуби «Мунісіпаль Гресія», «Гвадалупе» та «Гуанакастека».

## Клубна кар'єра
Аксель Кірос народився 1998 року в місті Нікоя. Займався в юнацьких командах футбольних клубів «Гуанакастека» та «Пунтаренас». У професійному футболі дебютував 2020 року виступами за команду «Мунісіпаль Гресія», в якій грав до 2021 року, взявши участь у 18 матчах чемпіонату. У 2021 році Кірос перейшов до клубу «Гвадалупе», де також був основним гравцем захисту команди, та грав у складі команди з Гвадалупе до 2022 року. У 2022 році футболіст перейшов до складу клубу «Гуанакастека», де грав до 2023 року. З 2023 року Кірос грає у складі команди «Ередіано».

## Виступи за збірну
У 2023 році Аксель Кірос дебютував у складі національної збірної Коста-Рики. У складі збірної був учасником розіграшу Кубка Америки 2024 року у США. Станом на листопад 2024 року зіграв у складі збірної 12 матчів, у яких забитими м'ячами не відзначився.